# Jardín Botánico de Coímbra
El Jardín Botánico de Coímbra (en portugués: Jardim Botânico da Universidade de Coimbra) es un jardín botánico de 13,5 hectáreas de extensión, ubicado en la localidad portuguesa de Coímbra. 
Es miembro del BGCI, y presenta programas de conservación para la Agenda Internacional para la Conservación en los Jardines Botánicos.
Su código de reconocimiento internacional como institución botánica, así como las siglas de su herbario es COI. 

## Localización
Jardim Botânico da Universidade de Coimbra, Departamento de Botánica, Faculdate de Ciencias e Tecnología, Calçada Martim de Freitas (Arcos do Jardim), Coímbra, Baixo Mondego Região do Centro 3049 Portugal
Planos y vistas satelitales.40°12′20.88″N 8°25′17.04″O / 40.2058000, -8.4214000

## Historia
Hubo un primer intento en 1731, de establecer un Jardín botánico en Coímbra, con un proyecto elaborado por "Jacob de Castro Sarmento", teniendo como punto de mira el Chelsea Physic Garden, de Londres. 
Sin embargo no sería hasta 1772, en el que sería fundado como parte integrante del "Museo de Historia Natural" instituido por el Marqués de Pombal, surge el "Jardín Botánico de la Universidad de Coímbra", como consecuencia de la reforma pombalina de los estudios universitarios. El llamado "Horto Botânico" proyecto de "Castro Sarmento" fue considerado por los profesores muy modesto con lo cual decidieron ampliarlo para dejarlo según los requerimientos del Marqués de Pombal. Los trabajos tuvieron su inicio en 1774.
En un principio las responsabilidades del Jardín recayeron en "Domingos Vandelli", y a partir de 1791, por Félix Avelar Brotero, profesor de Botánica y Agricultura. Este ilustre botánico amplió el Jardín, con la adquisición de un terreno de la quinta de los Padres Marianos (1809). De 1814 a 1821 se reafirmaron los terraplenes entre el paseo central y el superior, además de un muro y la verja respectiva de hierro procedente de Estocolmo. 
En 1873 es nombrado jerente "Júlio Henriques". Intensifica la permuta de plantas con los principales jardines de Portugal, Azores, Europa y otras partes del mundo, sobre todo de Australia. Se refiere que "Júlio Henriques" consiguió del Jardín Botánico de Buitenzorg, en Java, semillas de especies del género Cinchona, de cuya corteza se extrae la quinina, para combatir el paludismo que en esa época, en Portugal y los territorios ultramarinos, diezmaba las poblaciones. Por su iniciativa se fundó la "Sociedade Broteriana", destinada a reunir a los botánicos, y otros especialistas interesados también en la botánica. En 1880 inició la publicación del "Boletim da Sociedade Broteriana", revista de carácter científico que aún actualmente se publica. Fue "Júlio Henriques" quien primero se refirió en Portugal a los trabajos de Charles Darwin, siendo el primer Darwinista en manifestar sus opiniones entre los biólogos portugueses.
Desde septiembre de 1997 la dirección del parque, ha organizado, un programa de visitas libres y guiadas.

## Colecciones
Entre sus colecciones de plantas vivas son de destacar :
- Plantas Tropicales,
- Colección de narcisos,
- Ornithogalum,
- Plantas suculentas,
- Colección de coníferas,
- Colección sistemática,
- Plantas ornamentales,
- Myrtaceae,
- Leguminosae,
- Aceraceae,
- Rosaceae

## Equipamientos
El jardín posee una Biblioteca que sobrepasa los 125 000 volúmenes. El Departamento de Botánica colabora con la "Sociedade Broteriana" en la edición de revistas científicas que facultan una permuta de publicaciones con cerca de 700 bibliotecas similares. 
El Herbario comprende cerca de 1 millón de especímenes originarios de todo el mundo. Aquí también se encuentra el "Herbário de Willkomm", así mismo se pueden estudiar otros materiales de interés botánico, normalmente los procedentes de exploraciones universitarias en el África Tropical. Todo este material, juntamente con semillas de más de 2,000 especies (Índice Seminum), es objeto de permuta con otras Instituciones congéneres nacionales y extranjeras. 
El Museo Botánico ("Secção de Botânica do Museu de Historia Natural" -— MHN — remozado en 1991 con la aprobación del reglamento de la FCTUC) contiene una magnífica galería que representa un espacio privilegiado para la realización de Exposiciones Científico-Culturales. En él hay una exposición permanente, modelos didácticos, colecciones carpológicas y de fósiles vegetales, maderas exóticas, objetos de artesanía, material diverso procedente de las misiones botánicas al África Tropical, y adjunta, mucha documentación de carácter histórico-natural. 
Los laboratorios, proporcionan unas condiciones razonables para el desarrollo de actividades de enseñanza y de investigación científica en varios dominios de la Botánica como: Ecología, Fisiología, Citogenética, Taxonomía, Bioquímica y Biotecnología Vegetal, Fisiología y Microscopía Electrónica